# Впотьмах
«Впотьмах» — повесть Александра Ивановича Куприна, впервые напечатанная в журнале «Русское богатство» в 1893 году. В 1912 году писатель вновь напечатал повесть в журнале «Родина» после большой корректуры и сокращения. Изменения главным образом коснулись начала повести и общего её стиля. К примеру иностранные слова автор заменил на русские.

## Герои
- Александр Егорович Аларин — инженер
- Зинаида Павловна — пепиньерка, гувернантка в доме Кашперова
- Сергей Григорьевич Кашперов — богатый заводчик
- Елизавета Сергеевна Кашперова — его дочь
- Павел Афанасьевич Круковский — азартный игрок, устроитель балов в городе Р.

## Сюжет
Александр Егорович Аларин садится на поезд, который следует в город Р., с прескверным настроением. Сидя в вагоне, он наблюдает картину, как один тучный мужчина не отрывает взгляда от хрупкой девушки напротив, а спустя какое-то время, осмелев, шепчет ей на ухо непристойное предложение. Девушка заливается краской, Аларин же, которому порядком надоело соседство с наглецом, силой выпроваживает его и заводит беседу с девушкой, Зинаидой Павловной. Оказалось, что она тоже едет в город Р., где собирается стать няней юной дочери Кашперова. Поступок Аларина так её вдохновил, что она начинает испытывать непреодолимую тягу к инженеру. По приезде в Р. они расстаются.
Зинаиду Павловну хорошо приняла дочь Кашперова, а вот сам помещик не нашёл в ней ничего интересного и воспринял не более чем очередную няню, которую вскоре кто-нибудь заменит. Вела себя с ним она очень холодно и даже враждебно, что удивляло Сергея Григорьевича, так как несмотря ни на что он пытался вежливо обходиться с прислугой. Но однажды он услыхал, как Зинаида Павловна пела отрывок из «Фауста» — «Ах, не блещу я красотою и потому не стою рыцарской руки…» — и постепенно в его душе стала зарождаться большая любовь.
Как-то они втроём с дочерью отправились на званый вечер к Круковскому. На балу Зинаида Павловна вновь повстречала Аларина, у которого попросила помощи, уберечь её от странных диких взглядов Кашперова. Сам Аларин не испытывал никаких особых чувств к девушке и потому просто посоветовал ей уехать. За беседой их застал Кашперов. Зинаида Павловна, смущённая его появлением, тотчас же попросила отвезти её домой.
Аларин решил продолжить вечер за карточным столом. Он проиграл все наличные деньги, но на этом не остановился. Как сумасшедший вернулся домой, отыскал пачку с казёнными деньгами и вновь отправился к Круковскому. Отыграться ему не удалось. Аларин проиграл и эти одиннадцать тысяч.
На следующее утро, когда он проснулся, то получил письмо из ревизионной комиссии, в котором его просили пожаловать в контору со всей суммой и шнуровыми книгами. Аларин впадает в отчаяние, бездумно бродит по городу, пока не сталкивается с Зинаидой Павловной, гневно и в оскорбительной форме отвечает ей на все вопросы. Узнав о случившемся, Зинаида Павловна понимает, что должна ему помочь. В тот вечер она просит у Кашперова необходимую сумму и обещает ему вечно быть рядом, исполнять все его желания. Кашперов вначале не догадывается об истинной причине её просьбы, но после приходит к выводу, что она совершает подвиг.
Придя в дом к Аларину, Зинаида Павловна отдаёт ему деньги и в последний раз пытается оправдать его, просит вернуть эту сумму по назначению и во всём признаться. Аларин удивлённо смотрит и не понимающе отвечает, зачем признаваться, зачем портить свою репутацию. Чувство презрения растёт в Зинаиде Павловне. Аларин больше не кажется ей сильным и смелым, теперь это маленький, жалкий и лживый человек.
От потрясения у Зинаиды Павловны развивается нервная горячка. Помочь ей не в силах уже никто. Уже в поезде Аларин узнаёт из газеты, что «…заводчик К. лишил себя жизни, приняв сильный раствор синильной кислоты». О причинах самоубийства дочитывать он не стал.

## Экранизации
- «Гувернантка» (1915).
- «Желание любви» (1993) режиссёра Виктора Георгиева.
- Куприн (2014)